# روز کارنامه
روز کارنامه فیلمی است به کارگردانی مسعود کرامتی که در سال ۱۳۸۱ تهیه شده‌است.

## خلاصه داستان
آراد در روز گرفتن کارنامه اش متوجه می‌شود باز هم در دیکته تجدید آورده، ناظم مدرسه او را شماتت می‌کند که چرا وضعیت درسی شاگردی که پدرش دکتر و مادرش کارشناس باستان‌شناسی است، باید این‌گونه باشد. آراد پریشان به خانه می‌رود و در پی یافتن راه حلی برای فرار از شماتت پدر و مادرش، با نوشتن نامه‌ای خطاب به آن‌ها می‌گوید که قصد دارد خود را از بالای برج سیاه به پایین پرتاب کند. او زمانی به برج می‌رسد که هم‌زمان است با حمله مسلحانه شخصی به نام امیر که برای انتقام به سراغ باجناقش فریدون آمده، که در همان برج کار می‌کند. امیر برای فرار از دست پلیس به پشت بام می‌گریزد. آراد نیز که قصد دارد خود را از آن بالا به پایین پرت کند، او را می‌بیند. امیر آراد را سپر بلا می‌کند تا از ساختمان بگریزد. آراد که حالا مشکل خودش را فراموش کرده، کارها و زندگی امیر برایش کنجکاوی‌برانگیز می‌شود و تصمیم می‌گیرد او را همراهی کند. از طرفی نیز خانواده آراد در جستجوی او هستند. امیر که در کشتن باجناقش ناکام مانده همراه با آراد به خانه او می‌رود و زن و تنها فرزندش را به گروگان می‌گیرد. فریدون که پی برده جانش در خطر است زمانی که به خانه می‌رسد تا برای گریز همراه با زن و بچه اش به مسافرت برود، خود را با امیر رو در رو می‌بیند. امیر او را به جایی خارج از شهر می‌برد و می‌گوید برای انتقام گرفتن و به خاطر این که امیر باعث شده زن و زندگی اش را از دست بدهد و شش سال زندانی شود،

## بازیگران
- مهدی هاشمی
- متین عزیزپور
- عبدالرضا اکبری
- فرهاد شریفی
- منصوره شادمنش
- فریبا جدی‌کار
- مهران رجبی
- شهرام قائدی
- محمدرضا هدایتی
- سهیلا تیلاوی
- لیدا عباسی
- زويا خان بابايی
- زويا خان بابایی
- سعید قره خانلو
- محمود کاشانی
- مجید مشیری